# Viatcheslav Mukhanov
Viatcheslav F. Mukhanov (em russo:  Вячеслав Фёдорович Муханов, Wjatscheslaw Fjodorowitsch Muchanow; Kanasch, Chuváchia, 2 de outubro de 1956) é um astrofísico e cosmologista russo.

## Obras
- Physical foundations of cosmology, Cambridge University Press 2005
- com Sergei Winizki Introduction to Quantum Effects in Gravity, Cambridge University Press, 2007
- com H. A. Feldman, R. H. Brandenberger Theory of Cosmological Perturbations, Physics Reports, 1992